# 皮角 (岬角)
皮角（英語：Py Point）是南極洲的海岬，位於帕默群島的杜默島南端，由讓-巴蒂斯特·夏古率領的法國探險隊發現，現時由南極條約體系管理。